# Cam Thomas
Cameron "Cam" Bouchea Thomas (Yokosuka, 13 de outubro de 2001) é um jogador norte-americano de basquete profissional que atualmente joga no Brooklyn Nets da National Basketball Association (NBA).
Ele jogou basquete universitário em LSU e foi selecionado pelos Nets como a 27º escolha geral no draft da NBA de 2021.

## Carreira no ensino médio
Thomas nasceu em Yokosuka, no Japão, enquanto sua mãe morava lá. Quando ele tinha sete anos, ele ganhou um concurso ao fazer 33 lances livres seguidos.
Thomas começou a jogar basquete na Oscar F. Smith High School em Chesapeake, Virgínia. Ele não jogou em sua segunda temporada porque ele e sua mãe "não estavam na mesma página" que a comissão técnica do time.
Para sua terceira temporada, ele se transferiu para a Oak Hill Academy em Mouth of Wilson, Virginia, onde se juntou a Cole Anthony em uma das equipes mais elogiadas do país. Thomas teve médias de 26,2 pontos, 3,8 rebotes e 3,4 assistências, levando sua equipe a um recorde de 31–5.
Em julho de 2019, ele foi nomeado Jogador Ofensivo do Ano na Liga de Basquete Juvenil da Nike, após obter média de 29,5 pontos. Em sua última temporada, Thomas teve médias de 31,5 pontos, seis rebotes e 3,4 assistências, saindo como o maior artilheiro de todos os tempos da escola. Ele levou sua equipe ao título do Torneio dos Campeões, onde foi eleito o MVP.

### Recrutamento
Em 18 de novembro de 2019, Thomas se comprometeu a jogar basquete universitário na LSU.
| Nome | Cidade Natal                           | Escola                | Altura             | Peso           | Data                   |
| --- | -------------------------------------- | --------------------- | ------------------ | -------------- | ---------------------- |
| Cameron Thomas SG | Chesapeake, VA                         | Oak Hill Academy (VA) | 6 ft 3 in (1,91 m) | 180 lb (82 kg) | 18 de Novembro de 2019 |
| Cameron Thomas SG | Recrutamento: Rivals: 247sports: ESPN: |                       |                    |                |                        |
| - Nota: Em muitos casos, Scout, Rivals, 247Sports e ESPN podem entrar em conflito em suas listas de altura e peso, nestes casos, a média foi obtida. - Fonte: |                                        |                       |                    |                |                        |

## Carreira universitária
Na estreia universitária de Thomas, ele marcou 27 pontos na vitória por 94-81 contra SIU Edwardsville. Thomas liderou a pontuação de todos os calouros com média de 23,0 pontos, além de ter médias de 3,4 rebotes e 1,4 assistências. Ele foi nomeado para a Primeira-Equipe da SEC. Após a temporada, ele se declarou para o draft da NBA de 2021.

## Carreira profissional

### Brooklyn Nets (2021–Presente)
Thomas foi escolhido pelo Brooklyn Nets como a 27ª escolha no draft da NBA de 2021. Thomas foi posteriormente incluído no elenco dos Nets para jogar na Summer League. Em 5 de agosto de 2021, ele assinou um contrato de 4 anos e US$10.4 milhões com os Nets. Thomas foi nomeado MVP da Summer League, junto com Davion Mitchell, com média de 27 pontos e foi nomeado para a Primeira-Equipe do torneio.
Em 19 de outubro de 2021, Thomas fez sua estreia na NBA em uma derrota por 104-127 para o Milwaukee Bucks. Em 20 de novembro, enquanto jogava pelo Long Island Nets, ele marcou 46 pontos na vitória por 114-110 sobre o Raptors 905.
Em 4 de fevereiro de 2023, Thomas marcou 44 pontos, então recorde em sua carreira, em uma vitória por 125-123 sobre o Washington Wizards. No jogo seguinte, ele marcou 47 pontos, recorde em sua carreira, em uma derrota por 124-116 para o Los Angeles Clippers. Ele se tornou o segundo jogador mais jovem na história da NBA a marcar pelo menos 40 pontos em jogos consecutivos, atrás de LeBron James. Em 7 de fevereiro de 2023, Thomas marcou 43 pontos em uma derrota por 116-112 para o Phoenix Suns. Com esse jogo, Thomas se tornou o jogador mais jovem na história da NBA a marcar pelo menos 40 pontos em três jogos consecutivos. Em 10 de fevereiro de 2023, ele foi multado em US$ 40.000 pela NBA por dizer "no homo", que foi percebido como anti-gay, durante uma entrevista pós-jogo após o jogo da noite anterior contra o Chicago Bulls.
Em 25 de outubro de 2023, Thomas marcou 36 pontos em uma derrota por 114-113 para o Cleveland Cavaliers. Seus 36 pontos foi a maior marca de  um reserva em uma estreia de temporada na história da NBA. Em 6 de novembro, ele marcou 45 pontos, recorde na temporada, durante uma derrota por 129-125 para o Milwaukee Bucks. Em 16 de dezembro, Thomas marcou 41 pontos em uma derrota por 124-120 para o Golden State Warriors. Nesse jogo, ele também superou o recorde de Bernard King de mais jogos de 40 pontos na história dos Nets aos 22 anos ou menos.
Thomas fez 25 aparições, sendo 23 como titular, pelo Brooklyn durante a temporada de 2024–25, com médias de 24,0 pontos, 3,3 rebotes e 3,8 assistências. Em 15 de março de 2025, ele foi afastado do restante da temporada devido a uma distensão no tendão da coxa esquerda.

## Estatísticas da carreira

### NBA

#### Temporada regular
| Ano      | Equipe   | PJ  | PT | MPJ  | AP   | 3P   | LL   | RT  | AS  | BR | TO | PPJ  |
| -------- | -------- | --- | -- | ---- | ---- | ---- | ---- | --- | --- | -- | -- | ---- |
| 2021–22  | Brooklyn | 67  | 2  | 17.6 | .433 | .270 | .829 | 2.4 | 1.2 | .5 | .1 | 8.5  |
| 2022–23  | Brooklyn | 57  | 4  | 16.6 | .441 | .383 | .868 | 1.7 | 1.4 | .4 | .1 | 10.6 |
| 2023–24  | Brooklyn | 66  | 51 | 31.4 | .442 | .364 | .856 | 3.2 | 2.9 | .7 | .2 | 22.5 |
| 2024–25  | Brooklyn | 25  | 23 | 31.2 | .438 | .349 | .881 | 3.3 | 3.8 | .6 | .1 | 24.0 |
| Carreira | Carreira | 215 | 80 | 24.2 | .438 | .341 | .858 | 2.6 | 2.3 | .5 | .1 | 16.4 |

#### Playoffs
| Ano      | Equipe   | PJ | PT | MPJ | AP   | 3P   | LL | RT | AS | BR | TO | PPJ |
| -------- | -------- | -- | -- | --- | ---- | ---- | -- | -- | -- | -- | -- | --- |
| 2022     | Brooklyn | 1  | 0  | 0.0 | —    | —    | —  | .0 | .0 | .0 | .0 | .0  |
| 2023     | Brooklyn | 2  | 0  | 7.8 | .429 | .000 | —  | .5 | .5 | .0 | .0 | 3.0 |
| Carreira | Carreira | 3  | 15 | 3.9 | .429 | .000 | —  | .2 | .2 | .0 | .0 | 1.5 |

### Universitário
| Ano     | Equipe | PJ | PT | MPJ  | AP   | 3P   | LL   | RT  | AS  | BR | TO | PPJ  |
| ------- | ------ | -- | -- | ---- | ---- | ---- | ---- | --- | --- | -- | -- | ---- |
| 2020–21 | LSU    | 29 | 29 | 34.0 | .406 | .325 | .882 | 3.4 | 1.4 | .9 | .2 | 23.0 |

Fonte:

## Ligações externos
- LSU Tigers bio
- Biografia de basquete dos EUA